# Torre de Ruesca
La torre de Ruesca es el único resto de un castillo que se encuentra en la localidad aragonesa de Ruesca, Zaragoza, España. 

## Historia
Ruesca fue reconquistada por Alfonso I el Batallador, sin embargo, la presente construcción parece ajustarse más a una obra defensiva inducida por los continuos conflictos castellano-aragoneses de los siglos XIII y XIV.

## Descripción
Del castillo tan solo se conserva una torre de estilo mudéjar construida en argamasa que debió formar parte de un recinto amurallado.

## Catalogación
La torre de Ruesca está incluida dentro de la relación de castillos considerados Bienes de Interés Cultural en virtud de lo dispuesto en la disposición adicional segunda de la Ley 3/1999, de 10 de marzo, del Patrimonio Cultural Aragonés. Este listado fue publicado en el Boletín Oficial de Aragón del día 22 de mayo de 2006.